# Tröllaskagi

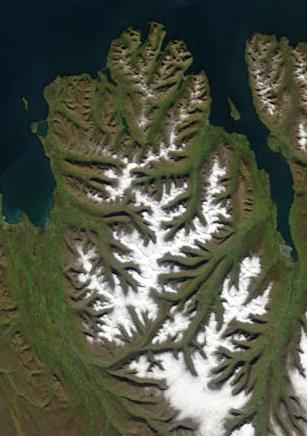
Vista satellitare di Tröllaskagi

Tröllaskagi è una penisola nell'Islanda settentrionale in mezzo ai fiordi di Eyjafjörður e di Skagafjörður. La penisola è prevalentemente montuosa, con diverse vette che superano i 1000 metri sopra il livello del mare, la più alta della quale, Kerling, raggiunge quota 1538 m. È la regione d'Islanda che si eleva più in alto sul livello del mare dopo la regione montuosa centrale.
La penisola è attraversata da diverse valli profonde formatesi durante l'era glaciale, prima per azione dei ghiacciai e poi per effetto dei fiumi che ora vi scorrono dentro. Alcuni ghiacciai permanenti sono presenti nella zona centrale di Tröllaskagi, ma sono relativamente piccoli.
L'insediamento dell'uomo è possibile solo nelle zone relativamente pianeggianti lungo la costa e nelle valli, e proprio queste regioni sono, per gli standard islandesi, densamente popolate, con diversi centri che vivono principalmente di agricoltura o di pesca. Questi ultimi in particolare sono (in senso orario, partendo da Skagafjörður): Hofsós, Hólar, Siglufjörður, Héðinsfjörður, Ólafsfjörður, Dalvík, Árskógssandur, Hauganes, Hjalteyri, Akureyri e Hrafnagil.
La Hringvegur, la grande strada ad anello che contorna l'intera isola, raggiunge la penisola di Tröllaskagi tra Siglufjörður ed Eyjafjörður attraverso un passo di montagna di nome Öxnadalsheiði, dove la strada raggiunge un'altitudine massima di 540 metri, la qual cosa può risultare problematica nei mesi invernali. Diversi progetti sono allo studio per fornire un'alternativa al tunnel di Öxnadalsheiði.